# Championnats du monde de lutte 2013
Navigation
Édition précédente Édition suivante
Les championnats du monde de lutte 2013 se déroulent du 16 au 22 septembre 2013 à Budapest, en Hongrie.

## Résultats

### Lutte libre hommes
| Épreuves | Or                           | Argent                     | Bronze                         |
| -------- | ---------------------------- | -------------------------- | ------------------------------ |
| 55 kg    | Hassan Rahimi Iran           | Amit Kumar Inde            | Sezar Akgül Turquie            |
| 55 kg    | Hassan Rahimi Iran           | Amit Kumar Inde            | Nariman Israpilov Russie       |
| 60 kg    | Bekkhan Goygereyev Russie    | Vladimir Dubov Bulgarie    | Bajrang Kumar Inde             |
| 60 kg    | Bekkhan Goygereyev Russie    | Vladimir Dubov Bulgarie    | Masoud Esmaeilpoor Iran        |
| 66 kg    | David Safaryan Arménie       | Liván López Cuba           | Magomed Kurbanaliev Russie     |
| 66 kg    | David Safaryan Arménie       | Liván López Cuba           | Mandakhnaran Ganzorig Mongolie |
| 74 kg    | Jordan Burroughs États-Unis  | Ezzatollah Akbari Iran     | Ali Shabanau Biélorussie       |
| 74 kg    | Jordan Burroughs États-Unis  | Ezzatollah Akbari Iran     | Rashid Kurbanov Ouzbékistan    |
| 84 kg    | Ibrahim Aldatov Ukraine      | Reineris Salas Cuba        | István Veréb Hongrie           |
| 84 kg    | Ibrahim Aldatov Ukraine      | Reineris Salas Cuba        | Ehsan Lashgari Iran            |
| 96 kg    | Reza Yazdani Iran            | Xetaq Qazyumov Azerbaïdjan | Anzor Boltukaev Russie         |
| 96 kg    | Reza Yazdani Iran            | Xetaq Qazyumov Azerbaïdjan | Pavlo Oliynyk Ukraine          |
| 120 kg   | Khadzhimurat Gatsalov Russie | Alen Zasyeyev Ukraine      | Geno Petriashvili Géorgie      |
| 120 kg   | Khadzhimurat Gatsalov Russie | Alen Zasyeyev Ukraine      | Taha Akgül Turquie             |

### Lutte gréco-romaine hommes
| Épreuves | Or                           | Argent                      | Bronze                         |
| -------- | ---------------------------- | --------------------------- | ------------------------------ |
| 55 kg    | Yun Won-chol Corée du Nord   | Choi Gyu-jin Corée du Sud   | Péter Módos Hongrie            |
| 55 kg    | Yun Won-chol Corée du Nord   | Choi Gyu-jin Corée du Sud   | Roman Amoyan Arménie           |
| 60 kg    | Ivo Angelov Bulgarie         | Ivan Kuylakov Russie        | Woo Seung-jae Corée du Sud     |
| 60 kg    | Ivo Angelov Bulgarie         | Ivan Kuylakov Russie        | Elmurat Tasmuradov Ouzbékistan |
| 66 kg    | Ryu Han-su Corée du Sud      | Islam-Beka Albiyev Russie   | Sandeep Tulsi Yadav Inde       |
| 66 kg    | Ryu Han-su Corée du Sud      | Islam-Beka Albiyev Russie   | Frank Stäbler Allemagne        |
| 74 kg    | Kim Hyeon-woo Corée du Sud   | Roman Vlasov Russie         | Arsen Julfalakyan Arménie      |
| 74 kg    | Kim Hyeon-woo Corée du Sud   | Roman Vlasov Russie         | Emrah Kuş Turquie              |
| 84 kg    | Taleb Nariman Nematpour Iran | Saman Tahmasebi Azerbaïdjan | Javid Hamzatau Biélorussie     |
| 84 kg    | Taleb Nariman Nematpour Iran | Saman Tahmasebi Azerbaïdjan | Viktor Lőrincz Hongrie         |
| 96 kg    | Nikita Melnikov Russie       | Artur Aleksanyan Arménie    | Balázs Kiss Hongrie            |
| 96 kg    | Nikita Melnikov Russie       | Artur Aleksanyan Arménie    | Shalva Gadabadze Azerbaïdjan   |
| 120 kg   | Heiki Nabi Estonie           | Riza Kayaalp Turquie        | Nurmakhan Tinaliev Kazakhstan  |
| 120 kg   | Heiki Nabi Estonie           | Riza Kayaalp Turquie        | Johan Eurén Suède              |

### Lutte libre femmes
| Épreuves | Or                      | Argent                             | Bronze                         |
| -------- | ----------------------- | ---------------------------------- | ------------------------------ |
| 48 kg    | Eri Tōsaka Japon        | Mayellis Castillo Venezuela        | Alyssa Lampe États-Unis        |
| 48 kg    | Eri Tōsaka Japon        | Mayellis Castillo Venezuela        | Cheng Xu Chine                 |
| 51 kg    | Sun Yanan Chine         | Erdennechimeg Sumiya Mongolie      | So Sim-hyang Corée du Nord     |
| 51 kg    | Sun Yanan Chine         | Erdennechimeg Sumiya Mongolie      | Jessica MacDonald Canada       |
| 55 kg    | Saori Yoshida Japon     | Sofia Mattsson Suède               | Emese Barka Hongrie            |
| 55 kg    | Saori Yoshida Japon     | Sofia Mattsson Suède               | Valeria Koblova Russie         |
| 59 kg    | Marianna Sastin Hongrie | Taybe Yusein Bulgarie              | Munkhtuya Tungalag Mongolie    |
| 59 kg    | Marianna Sastin Hongrie | Taybe Yusein Bulgarie              | Yuliya Ratkevich Azerbaïdjan   |
| 63 kg    | Kaori Ichō Japon        | Soronzonboldyn Battsetseg Mongolie | Ekaterina Larionova Kazakhstan |
| 63 kg    | Kaori Ichō Japon        | Soronzonboldyn Battsetseg Mongolie | Elena Pirozhkova États-Unis    |
| 67 kg    | Alina Stadnyk Ukraine   | Stacie Anaka Canada                | Nasanburmaa Ochirbat Mongolie  |
| 67 kg    | Alina Stadnyk Ukraine   | Stacie Anaka Canada                | Sara Dosho Japon               |
| 72 kg    | Zhang Fengliu Chine     | Natalya Vorobieva Russie           | Adeline Gray États-Unis        |
| 72 kg    | Zhang Fengliu Chine     | Natalya Vorobieva Russie           | Burmaa Ochirbat Mongolie       |

## Tableau des médailles
| Rang  | Nation        | Or | Argent | Bronze | Total |
| ----- | ------------- | -- | ------ | ------ | ----- |
| 1     | Iran          | 4  | 1      | 2      | 7     |
| 2     | Russie        | 3  | 4      | 4      | 11    |
| 3     | Japon         | 3  | 0      | 1      | 4     |
| 4     | Ukraine       | 2  | 1      | 1      | 4     |
| 4     | Corée du Sud  | 2  | 1      | 1      | 4     |
| 6     | Chine         | 2  | 0      | 1      | 3     |
| 7     | Bulgarie      | 1  | 2      | 0      | 3     |
| 8     | Arménie       | 1  | 1      | 2      | 4     |
| 9     | États-Unis    | 1  | 0      | 3      | 4     |
| 9     | Hongrie       | 1  | 0      | 5      | 6     |
| 11    | Corée du Nord | 1  | 0      | 1      | 2     |
| 12    | Mongolie      | 0  | 2      | 4      | 6     |
| 13    | Azerbaïdjan   | 0  | 2      | 2      | 4     |
| 14    | Cuba          | 0  | 2      | 0      | 2     |
| 15    | Inde          | 0  | 1      | 2      | 3     |
| 16    | Canada        | 0  | 1      | 1      | 2     |
| 17    | Suède         | 0  | 1      | 0      | 1     |
| 17    | Venezuela     | 0  | 1      | 0      | 1     |
| 17    | Estonie       | 0  | 1      | 0      | 1     |
| 20    | Turquie       | 0  | 0      | 4      | 4     |
| 21    | Biélorussie   | 0  | 0      | 2      | 2     |
| 21    | Kazakhstan    | 0  | 0      | 2      | 2     |
| 21    | Ouzbékistan   | 0  | 0      | 2      | 2     |
| 24    | Géorgie       | 0  | 0      | 1      | 1     |
| 24    | Allemagne     | 0  | 0      | 1      | 1     |
| Total | Total         | 21 | 21     | 42     | 84    |